# Service Pack
Service Pack, förkortas SP, är en typ av uppdateringar för att bland annat fixa fel i den ursprungliga programkoden som släpps av Microsoft till dess datorprogram. Vanligtvis släpper programvarutillverkare ett Service Pack för att uppdatera och korrigera programfunktioner som är felaktiga eller för att täcka säkerhetsproblem som upptäckts. 
Generellt sett innehåller ett Service Pack ofta ett flertal korrigeringar som samlats ihop under en längre tidsperiod och tillhandahålls som en samlad installationsfil.